# هانئ بن قبيصة الشيباني
هانئ بن قبيصة بن هانئ بن مسعود الشيباني، أحد الشجعان الفصحاء في أواخر القرن الجاهلي، كان سيد بني شيبان. وهو أحد أحفاد هانئ بن مسعود الشيباني قاد معركة ذي قار.

## بعض أخباره
أسره «وديعة اليربوعي» يوم (الغبيطين) في الجاهلية، وهو بين تميم وشيبان، ظفرت فيه تميم وأسر هانئ. قال جرير:

«حوت هانئاً يوم الغبيطين خيلنا *** وأدركن بسطاماً وهن شوارب»

وأقام في الأسر مدة القيض (الصيف):
«وقاظ أسيراً هانئ، وكأنما *** مفارق مفروق تغشين عَندما»

أو مدة الصيف والربيع:

«دعا هانئ بكراً، وقد عض هانئياً *** عرى الكبل فينا الصيف والمتربعا»

وافتدى بذلك:

«رجعن بهانئ، وأصبن بشراً *** وبسطاماً تعض به القيود»

## وفاته
أدرك هانئ الإسلام ومات بالكوفة، ولم يصح ذلك، قال المصرفي: «جاهلي لم يدرك الإسلام، وإنما المتوفى بالكوفة هانئ بن عروة».